# Victor Sourjik
Victor Sourjik (* 9. Mai 1970 in Minsk, Weißrussische SSR) ist ein belarussisch-deutscher Biophysiker und Molekularbiologe. Seit 2013 ist er Direktor des Max-Planck-Instituts für terrestrische Mikrobiologie in Marburg. Sein Forschungsschwerpunkt ist die quantitative Analyse von mikrobiellen Zellen und mikrobiellen Gemeinschaften.

## Werdegang
Sourjik studierte am Moskauer Institut für Physik und Technologie, wo er 1993 sein Diplom in Physik und Ingenieurwissenschaften und seinen Magister in Molekularbiologie erhielt. Er setzte seine wissenschaftliche Ausbildung in Deutschland fort, wo er 1997 in Genetik an der Universität Regensburg unter der Anleitung von Rüdiger Schmitt promovierte. Nach einer Postdoktorandenzeit mit Howard C. Berg an der Harvard University wurde Sourjik 2003 Nachwuchsgruppenleiter am Zentrum für Molekulare Biologie der Ruprecht-Karls-Universität Heidelberg. 2009 wurde er zum Professor für Molekularbiologie am Zentrum für Molekulare Biologie der Universität Heidelberg ernannt. Im Jahre 2013 wurde Victor Sourjik Direktor am Max-Planck-Institut für terrestrische Mikrobiologie in Marburg. Seit 2014 ist Sourjik auch Honorarprofessor für Physik und Biologie an der Philipps-Universität Marburg.

## Forschung
Sourjik arbeitet auf den Gebieten der Biophysik und System- und synthetischen Biologie. Er interessiert sich vor allem für die quantitativen und physikalischen Aspekte der Organisation von zellulären Netzwerken in Mikroorganismen und deren molekularen und physiologischen Funktionen. Dazu verwendet er quantitative und mikroskopische Methoden und kombiniert Experiment und Theorie.

## Ehrungen und Auszeichnungen

### Akademie-Mitgliedschaften
- 2018 Mitglied der Europäischen Akademie der Mikrobiologie (EAM)[2][3]

### Preise und Auszeichnungen
- 2006 EMBO Young Investigator Award
- 2007 Chica und Heinz Schaller Förderpreis[4]
- 2011 ERC Advanced Grant[5]

## Wichtige Veröffentlichungen
- N. Bellotto, J. Agudo-Canalejo, R. Colin, R. Golestanian, G. Malengo, V. Sourjik, Dependence of diffusion in Escherichia coli cytoplasm on protein size, environmental conditions, and cell growth. In eLife.82654
- B. Ni, R. Colin, H. Link, R. Endres, V. Sourjik, Growth-rate dependent resource investment in bacterial motile behavior quantitatively follows potential benefit of chemotaxis. In PNAS, Bd. 117, 2019, S. 596–601
- A. Typas, V. Sourjik, Bacterial protein networks: properties and functions. In Nature Reviews Microbiology, Bd. 13, 2015, S. 559–572
- O. Oleksiuk, V. Jakovljevic, N. Vladimirov, R. Carvalho, E. Paster, W.S. Ryu, Yigal Meir, N. S. Wingreen, M. Kollmann, V. Sourjik, Thermal robustness of signaling in bacterial chemotaxis. In Cell, Bd. 145, 2, 2011, S. 312–321
- M. Kollmann, L. Løvdok, K. Bartholomé, J. Timmer, V. Sourjik, Design principles of a bacterial signalling network. In: Nature, Bd. 438, 2005, S. 505–507
- V. Sourjik, H. C. Berg, Functional interactions between receptors in bacterial chemotaxis. In: Nature Bd. 428, 2004, S. 437–441